# 木太西口站
木太西口站（日语：／ Kita-nishiguchi eki */?）是位於香川縣高松市木太町，高松琴平電氣鐵道（琴電）的長尾線車站，現時已經廢止。

## 歷史
- 1912年（明治45年）4月30日 高松電氣軌道車站啟用。
- 1943年（昭和18年）11月1日 公司合併，成為高松琴平電氣鐵道長尾線車站。
- 1943年（昭和18年） 車站暫停營業[2]
- 1954年（昭和29年）8月1日 隨著林道站再次啟用，此站永久停業。

## 車站構造
車站是一座地面車站，設有1面1線的單式月台。車站位於林道站靠近瓦町站一方約350米處。
在1954年8月1日，隨著林道站（1934年一度廢止）再次啟用，此站整合至該車站。

## 相鄰車站
高松琴平電氣鐵道
長尾線
瓦町－（花園）－御坊川－木太西口－林道

## 注腳
1. ↑  60年のあゆみ（日語） p.14 （2021年2月21日參閱）
2. ↑  在1946年時間表中記述了暫停營業狀態。
3. ↑  在此站廢止前，此站還未啟用